# Wilkes 400 1963
Wilkes 400 1963 var ett stockcarlopp ingående i Nascar Grand National Series (nuvarande Nascar Cup Series) som kördes 29 september på den 0,625 mile (1005,84 meter) långa ovalbanan North Wilkesboro Speedway i North Wilkesboro, North Carolina. Totalt avverkades 250 miles (402,336 km) fördelat på 400 varv. Banunderlaget var asfalt. Loppet vanns av Marvin Panch i en Ford på tiden 2:47.44 körande för Wood Brothers Racing. Panch snitthastighet uppgick 89,428 mph. Prispotten uppgick till 13 875 dollar, varav 3 225 dollar gick till segraren.

## Resultat
| Plc     | Nr | Förare           | Team/ bilägare        | Konstruktör | Start | Varv | Ledda varv |
| ------- | -- | ---------------- | --------------------- | ----------- | ----- | ---- | ---------- |
| 1       | 21 | Marvin Panch     | Wood Brothers Racing  | Ford        | 3     | 400  | 131        |
| 2       | 28 | Fred Lorenzen    | Holman Moody          | Ford        | 1     | 400  | 58         |
| 3       | 28 | Nelson Stacy     | Holman Moody          | Ford        | 4     | 398  | 56         |
| 4       | 22 | Fireball Roberts | Holman Moody          | Ford        | 2     | 397  | 155        |
| 5       | 11 | Ned Jarrett      | Burton-Robinson       | Ford        | 7     | 397  | 0          |
| 6       | 8  | Joe Weatherly    | Bud Moore Engineering | Mercury     | 5     | 397  | 0          |
| 7       | 4  | Rex White        | Rex White             | Mercury     | 13    | 390  | 0          |
| 8       | 6  | David Pearson    | Owens Racing          | Dodge       | 10    | 389  | 0          |
| 9       | 32 | Tiny Lund        | Dave Kent             | Ford        | 15    | 384  | 0          |
| 10      | 36 | Larry Thomas     | Wade Younts           | Dodge       | 16    | 383  | 0          |
| 11      | 14 | Darel Dieringer  | Pete Stewart          | Ford        | 18    | 378  | 0          |
| 12      | 17 | Bob Welborn      | Fred Harb             | Pontiac     | 27    | 375  | 0          |
| 13      | 62 | Curtis Crider    | Curtis Crider         | Mercury     | 23    | 368  | 0          |
| 14      | 67 | Reb Wickersham   | Reb Wickersham        | Pontiac     | 28    | 358  | 0          |
| 15      | 34 | Wendell Scott    | Scott Racing          | Chevrolet   | 24    | 354  | 0          |
| 16      | 88 | Major Melton     | Major Melton          | Chrysler    | 26    | 351  | 0          |
| 17      | 09 | Larry Manning    | Bob Adams             | Chevrolet   | 20    | 344  | 0          |
| 18      | 33 | Roy Mayne        | C.L. Kilpatrick       | Chevrolet   | 21    | 326  | 0          |
| 19      | 87 | Buck Baker       | Buck Baker Racing     | Pontiac     | 17    | 276  | 0          |
| 20      | 99 | Larry Frank      | Bondy Long            | Ford        | 14    | 243  | 0          |
| 21      | 7  | Bobby Johns      | Shorty Johns          | Pontiac     | 11    | 236  | 0          |
| 22      | 54 | Jimmy Pardue     | Pete Stewart          | Ford        | 19    | 236  | 0          |
| 23      | 93 | Lee Reitzel      | Lee Reitzel           | Ford        | 22    | 201  | 0          |
| 24      | 47 | Jack Smith       | Jack Smith            | Plymouth    | 6     | 151  | 0          |
| 25      | 43 | Jimmy Massey     | Petty Enterprises     | Plymouth    | 12    | 78   | 0          |
| 26      | 41 | Richard Petty    | Petty Enterprises     | Plymouth    | 8     | 45   | 0          |
| 27      | 96 | Bobby Keck       | Hubert Westmoreland   | Chevrolet   | 25    | 26   | 0          |
| 28      | 3  | Junior Johnson   | Fox Racing            | Chevrolet   | 9     | 4    | 0          |
| Källor: |    |                  |                       |             |       |      |            |